# Wolverine: Adamantium Rage
Pour les articles homonymes, voir Wolverine (homonymie).
Wolverine: Adamantium Rage est un jeu vidéo de plates-formes sorti en 1994 sur Super Nintendo et Mega Drive. La version Mega Drive a été développée par Teeny Weeny Games et édité par Acclaim ; et, la version Super Nintendo a été développée par Bits Corporation et édité par LJN. Dans le reste du monde, le jeu est publié en France le 9 décembre 1994 ainsi qu'au Japon le 27 janvier 1995.

## Synopsis
Wolverine cherche désespérément des indices sur son passé et son identité. À l'aide d'un ordinateur du manoir des X-Men, Wolverine découvre rapidement les coordonnées d'un lieu situé au Canada.

## Système de jeu
Le joueur incarne Wolverine, personnage de la série de comics X-Men. Le personnage dispose d'une large palette de mouvements et peut escalader les murs à l'aide de ses griffes. Les nombreux bonus cachés invitent le joueur à utiliser l'agilité de Wolverine pour explorer chaque recoin des niveaux. Wolverine: Adamantium Rage contient sept niveaux dans lesquels se trouvent un boss pour chaque fin de stage,. Wolverine croisera plusieurs personnages de l'univers Marvel au cours de son aventure tels que Albert, Bloodscream, Cyber, Dents-de-sabre, Elsie-Dee (en), Shinobi Shaw, The Black Queen ou encore Trevor Fitzroy,.